# Медвежья пещера (Румыния)
Медвежья пещера (рум. Peștera Urșilor) — пещера, расположенная на северо-западе Румынии, в жудеце Бихор, в Западно-Румынских горах. Была обнаружена в сентябре 1975 года во время взрывных работ в мраморном карьере и исследована тогда же группой спелеологов-любителей «Speleodava» из города Штей (тогда — Петру-Гроза). В 1983 году в пещере были обнаружены скелеты около 140 пещерных медведей (Ursus spelaeus), из-за которых пещера и приобрела своё название.
Пещера состоит из двух уровней, верхний из которых открыт для посетителей. Он делится на Свечную галерею, галерею Эмиля Раковица и Медвежью галерею.